# نظام انتخاباتی آلمان
قانون انتخابات فدرال (Bundeswahlgesetz, BWG) آلمان نظام انتخاباتی مورد استفاده برای پارلمان این کشور، بوندستاگ، را تعیین و توصیف می‌کند. بنا بر این قانون، نظام انتخاباتی آلمان نظامی است مبتنی بر نمایندگی تناسبی که با انتخاب افراد تلفیق شده باشد.

## تاریخچه
تاریخچهٔ انتخابات پارلمانی در آلمان به کنفدراسیون آلمان شمالی (۱۸۶۷–۱۸۷۱) بر می‌گردد. اتو فون بیسمارک، متأثر از کارایی حق رأی در جمهوری دوم فرانسه به ریاست ناپلئون سوم، مقدمات برگزاری انتخابات رایشستاگ کنفدراسیون را به روش اکثریت ساده در حوزه‌های تک‌نماینده فراهم کرد. در این روش اگر نامزدی اکثریت آرا را کسب نمی‌کرد، انتخابات به دور دوم کشیده می‌شد. بیسمارک با این عقیده که توده‌ها به جای حمایت از طبقات بالادستی جامعه از نیازهای پادشاهی دفاع خواهند کرد، به همهٔ مردان حق رأی داد.

## قانون انتخابات
پس از تشکیل امپراتوری آلمان در ۱۸۷۱ همان قانون قبلی انتخابات، به استثنای تغییری کوچک اما بنیادی، وارد قانون اساسی جدید شد. به منظور توجه بیشتر نمایندگان به حمایت از منافع ملی و کل کشور به‌جای منافع حوزه‌های محلی و نیز جلوگیری از پا گرفتن احزاب سیاسی که بیسمارک نسبت به آن‌ها شدیداً بدگمان بود، مادهٔ ۲۹ قانون اساسی امپراتوری نمایندگان را ملزم کرد که نمایندهٔ همهٔ مردم باشند. این الزام قانونی در جمهوری وایمار (۱۹۱۹–۱۹۳۳) پابرجا ماند و در جمهوری فدرال امروزی نیز همچنان پابرجاست.
در رایشستاگ کنفدراسیون و امپراتوری، نامزدها مستقلاً وارد گردونهٔ رقابت‌ها می‌شدند. با افزایش اهمیت پارلمان و سیاست‌های اتخاذی آن، نمایندگان کم‌کم گروه‌هایی را به صورت غیررسمی تشکیل دادند و بعداً رسماً در قالب احزاب سیاسی صف‌آرایی و جبهه‌بندی کردند. در رایشستاگ وایمار از نظامی تناسبی، موسوم به نظام اتوماتیک (automatic system)، استفاده می‌شد که به ازای هر ۶۰٫۰۰۰ رأی‌دهنده یک کرسی اختصاص می‌یافت. اگر مردم در انتخابات مشارکت گسترده می‌کردند تعداد کرسی‌های مجلس افزایش و اگر پای صندوق‌های رأی نمی‌رفتند تعداد کرسی‌ها کاهش می‌یافت. بدین ترتیب تعداد کرسی‌های رایشستاگ از کمینهٔ ۴۵۹ در انتخابات ۱۹۲۰–۱۹۲۲ تا بیشینهٔ ۶۴۷ در ۱۹۳۳ در تغییر بود.
اندازهٔ متغیر پارلمان به هنگام تحویل دوره‌ها دردسرساز تلقی می‌شد. اما مشکل بزرگ‌تر نحوهٔ پر کردن کرسی‌ها توسط احزاب بود. احزاب به فهرست‌هایی که پیش از برگزاری انتخابات منتشر می‌کردند سخت پایبند بودند و رأی‌دهندگان حق نداشتند نامی دیگر را به فهرست بیفزایند یا از آن حذف کنند. ترتیب اسامی نامزدان در فهرست هم قطعی و ثابت بود (اهمیت ترتیب اسامی در فهرست به این دلیل است که اگر حزبی مثلاً حائز ۲ کرسی از ۵ کرسی موجود می‌شد، ۲ نفر اول فهرست وارد پارلمان می‌شدند). منتقدان بر این باور بودند که این فهرست‌ها باعث می‌شود سرنوشت انتخابات در دست رؤسای احزاب باشد و اشخاص مستقل متعهد از راه یافتن به مجلس باز بمانند. آنها معتقد بودند که نمایندگان باید نمایندهٔ مردم و نه حزب متبوعشان باشند و از گسترش نظام حزبی نگران و هراسان بودند.
زیگفرید گیرهان (Siegfried Geyerhahn) خیلی پیشتر در سال ۱۹۰۲ نظامی را پیشنهاد کرده بود که نمایندگی تناسبی را با انتخاب اشخاص در هم می‌آمیخت. نظام پیشنهادی او بر دو مؤلفه استوار بود: الف) انتخابات در حوزه‌های تک‌نماینده و هم‌اندازه به روش اکثریت نسبی برگزار شود. تعداد این حوزه‌ها باید نصف تعداد کرسی‌های مجلس باشد؛ ب) برگه‌های رأی نیز اصطلاحاً «تک‌رأی دومنظوره» باشد به این ترتیب که در برگهٔ رأی نام یک نامزد از یک حزب نوشته شود ولی دو بار خوانده شود. یک بار نام حزب در سطح کشور خوانده شود تا سهم احزاب از تعداد کرسی‌های مجلس مشخص شود. بار دوم نام شخص در سطح حوزهٔ انتخابیه تا نامزدی که بیشترین تعداد آرا را بدست آورده، برنده و راهی پارلمان شود. بدین ترتیب نیمی از کرسی‌های پارلمان پر می‌شوند اما هنوز نیمی دیگر باقی است. سپس نامزدهای راه‌نیافته (مغلوب) از هر حزب در سطح کل کشور و بر حسب تعداد آرای کسب‌شده در حوزه‌های محلی‌شان رتبه‌بندی می‌شوند (به یاد آورید که حوزه‌ها هم‌اندازه بودند). بدین ترتیب فهرست حزبی بر پایهٔ اقبال مردمی شکل می‌گیرد (بر خلاف فهرست‌هایی که رؤسای احزاب پیش از آغاز انتخابات ارائه می‌کنند). در نهایت تعداد کرسی‌هایی که هر حزب در سطح محلی (خوانش دوم) کسب کرده از تعداد کرسی‌هایی که در سطح کشوری (خوانش اول) کسب کرده کسر شده و مابه‌التفاوت توسط فهرست حزبی پر می‌شود.
گیرهان حتی به این امکان که تعداد کرسی‌های کسب‌شده توسط یک حزب در سطح محلی بیشتر از سطح کشوری باشد (مابه‌التفاوت منفی) نیز اشاره کرد اما آن را نامحتمل دانست. امروزه این کرسی‌ها را کرسی سرآویز (Überhangmandat) می‌نامند و این سناریو به رخدادی رایج مبدل شده به گونه‌ای که در همهٔ انتخابات بوندستاگ طی سی سال گذشته (تا ۲۰۱۲) به صورت فزاینده رخ داده‌است. امروزه کرسی‌های سرآویز به مشکل و دردسر اصلی قانون انتخابات آلمان تبدیل شده‌است. در سال ۱۹۲۵ ریشارد توما (Richard Thoma)، استاد پرآوازهٔ حقوق، نظام مشابهی پیشنهاد داد منتها با این تفاوت که هر رأی‌دهنده دو رأی بدهد، یکی برای انتخاب نماینده‌اش در حوزهٔ انتخابیهٔ محلی و دیگری برای انتخاب یک فهرست حزبی.

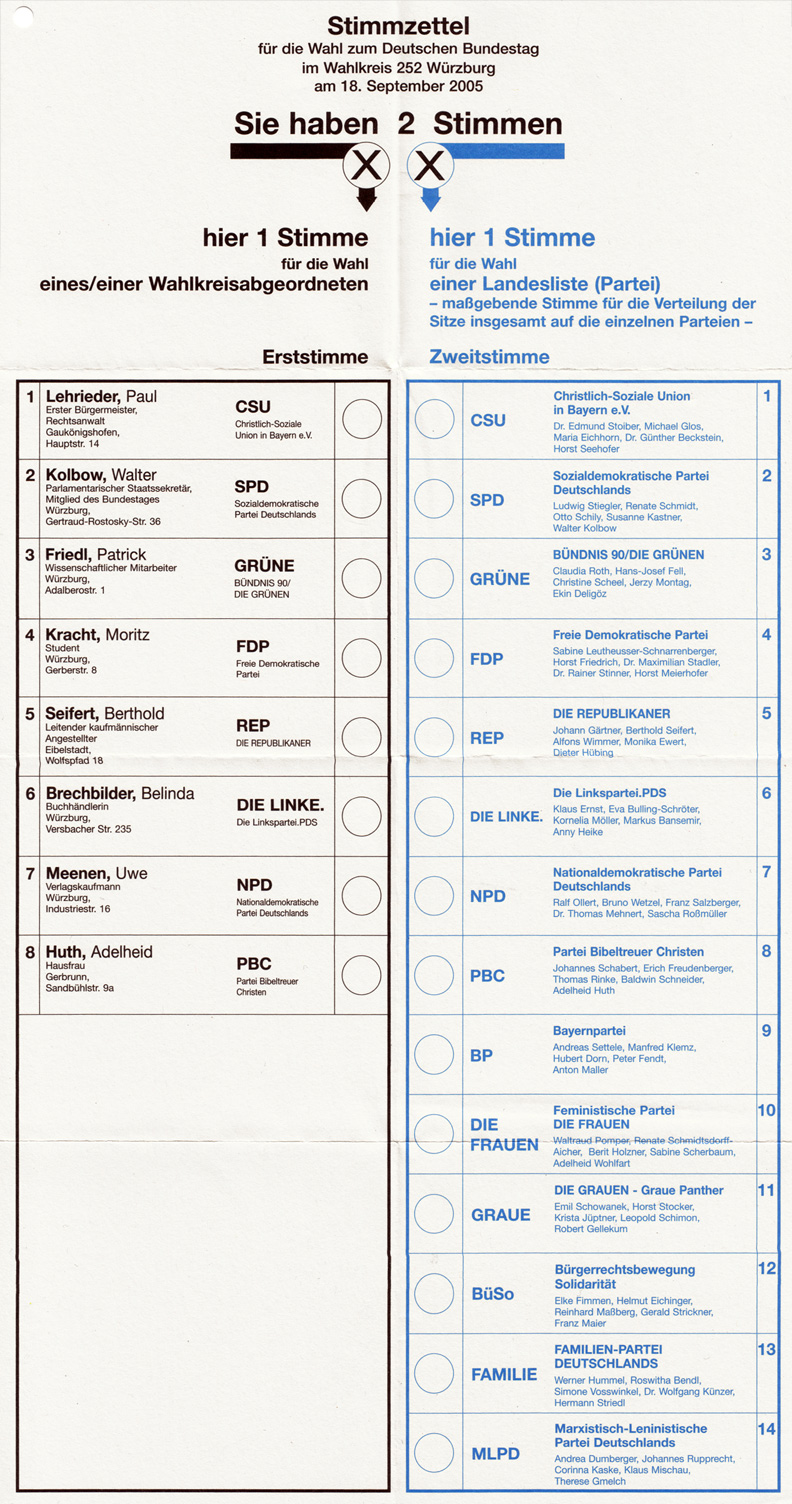
برگهٔ دو-رأیهٔ انتخابات بوندستاگ

پس از جنگ جهانی دوم، متفقین کمیته‌ای پارلمانی تشکیل دادند تا قانون اساسی جدید برای آلمان دموکراتیک تدوین شود. مادهٔ ۳۸ قانون اساسی تنها به بیان ۵ اصل بسنده کرد و تعیین جزئیات را به زیرکمیته‌ای دیگر محول کرد. آن پنج اصل عبارتند از: ۱) رأی مستقیم؛ ۲) حق رأی همگانی؛ ۳) آزادی رأی دادن و نامزد شدن؛ ۴) برابری آرا؛ ۵) رأی مخفی. زیرکمیته با کمک ریشار توما نظامی را پیشنهاد کرد که «تک‌رأی دومنظوره»، فهرست حزبی ثابت پیشتر منتشرشده، و سهمیه‌بندی جداگانه برای هر ایالت از ویژگی‌های آن بودند. نظام پیشنهادی تصویب شد و انتخابات ۱۹۴۹ و ۱۹۵۳ به همین روش برگزار گردید. در سال ۱۹۵۶ قانون انتخابات به طرز چشمگیری اصلاح شد و از برگه‌های دو رأیه رونمایی شد. قاعدهٔ سهمیه‌بندی کرسی‌ها از آن زمان تا سال ۲۰۰۹ پابرجا ماند. مرحلهٔ اول اَبَرسهمیه‌بندی (super-apportionment) است که طی آن همهٔ کرسی‌های بوندستاگ بین احزاب واجد شرایط با توجه به آرای کسب شده در سطح کل کشور تقسیم می‌شود. مرحلهٔ دوم زیرسهمیه‌بندی حزبی (per-party sub-apportionment) است که طی آن کرسی‌های اختصاص‌یافته به هر حزب در مرحلهٔ اول، بین ایالت‌ها تقسیم می‌شود.
برگه‌های رأی فعلی انتخابات بوندستاگ یک تکه کاغذ، متشکل از دو ستون است. ستون سمت چپ، به رنگ سیاه، رأی اول (Erststimme) رأی‌دهنده و برای انتخاب نماینده در حوزهٔ انتخابیه است. ستون سمت راست، به رنگ آبی، رأی دوم (Zweitstimme) اوست و برای انتخاب فهرست حزبی است که احزاب در هر یک از ۱۶ ایالت به صورت جداگانه منتشر می‌کنند. این دو رأی کاملاً مستقل از هم می‌باشند و لزومی ندارد که به یک حزب داده شوند؛ یعنی یک رأی‌دهنده مجاز است رأی اولش را به نامزد فلان حزب بدهد و رأی دومش را به فهرست حزبی دیگر؛ یا اصلاً فقط یک رأی بدهد.
حد نصاب ورود احزاب به مرحلهٔ ابرسهمیه‌بندی در قانون انتخابات سه مؤلفه دارد. آرای صحیح دوم به یک حزب تنها در صورتی مؤثر واقع خواهند شد که ۱) حداقل ۵٪ آرای دوم در سطح کشور به آن حزب داده شده باشند؛ یا ۲) آن حزب حداقل در سه حوزه از مجموع ۲۹۹ حوزهٔ انتخابیه در کل کشور برنده باشد (بر حسب آرای اول سه کرسی مستقیم کسب کرده باشد)؛ یا ۳) متعلق به یک اقلیت ملی باشند.
با این وجود هر نامزدی که در حوزهٔ انتخابیه‌اش اکثریت نسبی را کسب کند مستقیماً وارد پارلمان می‌شود؛ و این یعنی حتی احزابی که به حد نصاب ۵٪ نمی‌رسند، باز هم می‌توانند در پارلمان نماینده داشته باشند به شرطی که یکی از اعضایشان برندهٔ یک حوزهٔ انتخابیه شود. مستقل‌ها نیز به همین منوال می‌توانند وارد پارلمان شوند. غرض از تعریف حد نصاب، جلوگیری از ورود احزاب بسیار کوچک یا افراطی مانند حزب دموکرات ملی به پارلمان است.
نظام انتخاباتی در آلمان که در آن کشور به نظام دو-رأیی (Zweistimmensystem) موسوم است به یکی از محصولات صادراتی کشور مبدل شده‌است. نیوزیلند در سال ۱۹۹۳ نظام نخست‌نفری را کنار گذاشت و به نظام آلمانی گروید. پارلمان اسکاتلند نیز از زمان تأسیسش در سال ۱۹۹۸ از همین روش استفاده می‌کند. این نظام در نیوزیلند به MMP (مخفف mixed member proportional) و در اسکاتلند به AMP (مخفف additional member proportional) معروف است.

## مثال: انتخابات ۲۰۰۹
| حزب   | رأی دوم    | خارج قسمت | کرسی |
| ----- | ---------- | --------- | ---- |
| CDU   | ۱۱٬۸۲۸٬۲۷۷ | ۱۷۳٫۴     | ۱۷۳  |
| SPD   | ۹٬۹۹۰٬۴۸۸  | ۱۴۶٫۴۹۷   | ۱۴۶  |
| FDP   | ۶٬۳۱۶٬۰۸۰  | ۹۲٫۶      | ۹۳   |
| چپ    | ۵٬۱۵۵٬۹۳۳  | ۷۵٫۶      | ۷۶   |
| سبز   | ۴٬۶۴۳٬۲۷۲  | ۶۸٫۱      | ۶۸   |
| CSU   | ۲٬۸۳۰٬۲۳۸  | ۴۱٫۵۲     | ۴۲   |
| مجموع | ۴۰٬۷۶۴٬۲۸۸ | –         | ۵۹۸  |

هفدهمین انتخابات بوندستاگ در ۲۷ سپتامبر ۲۰۰۹ برگزار شد. ۴۰٬۷۶۴٬۲۸۸ رأی مؤثر دوم برای شش حزب به صندوق ریخته شد. حزب سوسیال دموکرات آلمان (SPD)، حزب دموکرات آزاد آلمان (FDP)، حزب چپ آلمان، و اتحاد ۹۰/سبزها در هر ۱۶ ایالت فهرست حزبی منتشر کردند ولی اتحادیه دموکرات مسیحی آلمان (CDU) در ۱۵ ایالت (بجز بایرن) و حزب اتحادیه سوسیال مسیحی بایرن (CSU) فقط در بایرن. دو حزب آخر ذیل یک چتر با هم در انتخابات شرکت می‌کنند. قانون انتخابات تعداد کرسی‌های پارلمان را ۵۹۸ برمی‌شمارد با این قید که ممکن است این عدد بنا بر ماده‌های دیگر قانون تغییر کند. ۲۴ کرسی سرآویز در انتخابات ۲۰۰۹ به وجود آمد که اندازهٔ پارلمان را به ۶۲۲ افزایش داد. آخرین باری که تعداد کرسی‌های پارلمان ثابت ماند به سال ۱۹۷۶ بازمی‌گردد.
مرحلهٔ اول، موسوم به اَبَرسهمیه‌بندی، با تسهیم ۵۹۸ کرسی بین احزاب آغاز می‌شود. برای تبدیل آرا به کرسی‌ها از روش سنت-لاگه (مقسوم‌علیه و گرد کردن استاندارد) استفاده می‌شود. طبق محاسبات از هر عددی در بازهٔ [۶۸٬۱۹۴٫۴۶ و ۶۸٬۱۹۸٫۵۰] می‌توان به عنوان مقسوم‌علیه استفاده کرد. در اینجا عدد ۶۸٬۱۹۶ به کار برده شده‌است.
| ایالت | کرسی مستقیم | رأی دوم    | خارج قسمت | سهمیهٔ کرسی | سرآویز |
| ----- | ----------- | ---------- | --------- | ---------- | ------ |
| SH    | ۹           | ۵۱۸٬۴۵۷    | ۷٫۵۱      | ۸          | ۱      |
| MV    | ۶           | ۲۸۷٬۴۸۱    | ۴٫۲       | ۴          | ۲      |
| HH    | ۳           | ۲۴۶٬۶۶۷    | ۳٫۶       | ۴          | ۰      |
| NI    | ۱۶          | ۱٬۴۷۱٬۵۳۰  | ۲۱٫۳      | ۲۱         | ۰      |
| HB    | ۰           | ۸۰٬۹۶۴     | ۱٫۲       | ۱          | ۰      |
| BB    | ۱           | ۳۲۷٬۴۵۴    | ۴٫۷       | ۵          | ۰      |
| SA    | ۴           | ۳۶۲٬۳۱۱    | ۵٫۳       | ۵          | ۰      |
| BE    | ۵           | ۳۹۳٬۱۸۰    | ۵٫۷       | ۶          | ۰      |
| NW    | ۳۷          | ۳٬۱۱۱٬۴۷۸  | ۴۵٫۱      | ۴۵         | ۰      |
| SN    | ۱۶          | ۸۰۰٬۸۹۸    | ۱۱٫۶      | ۱۲         | ۴      |
| HE    | ۱۵          | ۱٬۰۲۲٬۸۲۲  | ۱۴٫۸      | ۱۵         | ۰      |
| TH    | ۷           | ۳۸۳٬۷۷۸    | ۵٫۶       | ۶          | ۱      |
| RP    | ۱۳          | ۷۶۷٬۴۸۷    | ۱۱٫۱      | ۱۱         | ۲      |
| BY    | –           | –          | –         | –          | –      |
| BW    | ۳۷          | ۱٬۸۷۴٬۴۸۱  | ۲۷٫۲      | ۲۷         | ۱۰     |
| SL    | ۴           | ۱۷۹٬۲۸۹    | ۲٫۶       | ۳          | ۱      |
| مجموع | ۱۷۳         | ۱۱٬۸۲۸٬۲۷۷ | –         | ۱۷۳        | ۲۱     |

فرایند سهمیه‌بندی برای حزب اتحادیه سوسیال مسیحی بایرن (CSU) چون تنها در ایالت بایرن فعالیت می‌کنند در همین مرحله به پایان می‌رسد. بنا بر اَبَرسهمیه‌بندی ۴۲ کرسی به این حزب اختصاص می‌یابد اما نامزدان این حزب تمامی ۴۵ حوزهٔ انتخابیهٔ بایرن را برده‌اند در نتیجه ۳ کرسی سرآویز (= سرریز) به حزب تخصیص می‌یابد. اما سهمیه‌بندی برای ۵ حزب دیگر وارد مرحلهٔ دوم، موسوم به زیرسهمیه‌بندی حزبی، می‌شود تا تعداد نمایندگان هر حزب در هر ایالت مشخص شود. به عنوان مثال نحوهٔ تسهیم کرسی‌های حزب اتحاد دموکرات مسیحی آلمان (پیروز رقابت‌ها) بین ایالت‌ها در جدول زیر آمده‌است. منظور از «کرسی مستقیم» تعداد نمایندگانی از حزب است که به‌طور مستقیم از هر حوزهٔ انتخابیه وارد پارلمان شدند. برای تبدیل آرا به کرسی‌ها از مقسوم‌علیه ۶۹٬۰۰۰ استفاده شده‌است. سهمیه‌بندی برای ۴ حزب دیگر نیز به همین منوال صورت می‌پذیرد.
به حزب اتحادیه دموکرات مسیحی آلمان ۲۱ کرسی سرآویز نیز اختصاص می‌یابد. با احتساب ۳ کرسی سرآویز تخصیص‌یافته به اتحادیه سوسیال مسیحی بایرن، اندازهٔ پارلمان از ۵۹۸ به ۶۲۲ می‌رسد. سایر احزاب کرسی سرآویز به دست نیاوردند.

## تأثیر معکوس آرا
مشکل اصلی قانون انتخابات وزن معکوس آرا (Negatives Stimmgewicht) است: ممکن است آرای کمتر به یک حزب به نفع همان حزب تمام شود و کرسی‌های بیشتری برایش به ارمغان بیاورد. عکس قضیه نیز برقرار است یعنی ممکن است آرای بیشتر به یک حزب به ضررش تمام شود و از تعداد کرسی‌هایش بکاهد. در این وضعیت رأی‌دهندگان قادرند با رأی ندادن به حزب دلخواهشان عملاً از آن حمایت کنند. به عنوان مثال در انتخابات ۲۰۰۹ اگر حزب اتحادیهٔ دموکرات مسیحی آلمان در ایالت زاکسن (SN) ۱۸٬۰۰۰ رأی دوم کمتر کسب می‌نمود (۷۸۲٬۸۹۸ به‌جای ۸۰۲٬۸۹۸)، می‌توانست یک کرسی بیشتر در ایالت نیدرزاکسن (NI) کسب کند و تعداد کرسی‌هایش در پارلمان را از ۱۹۴ به ۱۹۵ برساند. تعداد کرسی‌های مستقیمی که حزب در زاکسن به دست آورده از سهمیهٔ زاکسن بیشتر است (۱۶ در برابر ۱۲) لذا کاهش سهمیه‌اش تأثیری در کرسی‌های این حزب در این ایالت نخواهد گذاشت چون کرسی‌های مستقیم‌اند که در اولویت قرار دارند و مابه‌التفاوت این دو مقدار، به هر میزانی، باید با کرسی‌های سرآویز پر شود. اگر سهمیهٔ زاکسن از ۱۷۳ کرسی حزب از ۱۲ به ۱۱ تقلیل می‌یافت، سهمیهٔ نیدرزاکسن از ۲۱ به ۲۲ افزایش می‌یافت (کرسی‌های سرآویز زاکسن از ۴ به ۵ افزایش می‌یافت ولی آنِ نیدزاکسن همان ۰ باقی می‌ماند).
سناریوی یادشده نامحتمل نیست و در شانزدهیمن انتخابات بوندستاگ به تاریخ ۱۸ سپتامبر ۲۰۰۵ در عمل رخ داد. نامزدی از حزب دموکرات ملی آلمان در یکی از حوزه‌های انتخابیهٔ شهر درسدن در زاکسن  به‌ناگاه درگذشت به‌طوری که فرصت کافی برای معرفی نامزد جایگزین و چاپ برگه‌های جدید رأی دست نداد. انتخابات در شهر درسدن به دو هفته بعد در ۲ اکتبر ۲۰۰۵ موکول شد و سناریویی مشابه آنچه در بالا شرحش رفت رخ داد. حدوداً ۱۰٬۰۰۰ تن از هواداران حزب اتحادیهٔ دموکرات مسیحی آلمان عامدانه به حزب دلخواهشان رأی دوم ندادند تا حزب متحمل زیان نشود.
وقوع رخداد بالا هر رأی‌دهنده را به این شک می‌اندازد که آیا با رأی دادن به حزب دلخواهش واقعاً از حزب حمایت می‌کند یا در عمل برای حزب دردسر می‌آفریند. در نتیجه رأی‌دهندگان سرگردان و مردد خواهند شد و ایدهٔ اصلی پشت انتخابات به چالش کشیده می‌شود. دادگاه فدرال قانون اساسی آلمان با صدور حکمی در ۳ ژوئیهٔ ۲۰۰۸ روال سهمیه‌بندی کرسی‌ها در پارلمان را خلاف اصول ذکر شده در قانون اساسی کشور یعنی برابری آرا و رأی مستقیم دانست. دادگاه با قبول اینکه هرگونه تغییر یا اصلاح در قانون در مدت زمان اندک باقیمانده انتخابات ۲۰۰۹ را دچار مشکل خواهد کرد، اجازه داد انتخابات ۲۰۰۹ با همان روال معیوب برگزار شود ولی بوندستاگ را موظف کرد حداکثر تا ۳۰ ژوئن ۲۰۱۱ قانون انتخابات را اصلاح کند. دولت در ۲۸ ژوئن ۲۰۱۱ لایحهٔ اصلاحی را به پارلمان برد و لایحه در ۳ دسامبر ۲۰۱۱ با وجود مخالفت‌های گسترده به تصویب رسید. اقلیت معترض و نیز گروهی از شهروندان علاقه‌مند، با باور بر اینکه قانون جدید همچنان ناقض قانون اساسی است، دوباره به دادگاه قانون اساسی شکایت بردند. دادگاه دوباره به غیرقانونی بودن قانون جدید حکم کرد و آن باطل اعلام نمود.

## اصلاح قانون و انتخابات ۲۰۱۳
| حزب   | رأی دوم    | خارج قسمت | کرسی |
| ----- | ---------- | --------- | ---- |
| CDU   | ۱۴٬۹۲۱٬۸۷۷ | ۲۵۵٫۴     | ۲۵۵  |
| SPD   | ۱۱٬۲۵۲٬۲۱۵ | ۱۹۲٫۶     | ۱۹۳  |
| چپ    | ۳٬۷۵۵٬۶۹۹  | ۶۴٫۳      | ۶۴   |
| سبز   | ۳٬۶۹۴٬۰۵۷  | ۶۳٫۲      | ۶۳   |
| CSU   | ۳٬۲۴۳٬۵۶۹  | ۵۵٫۵۲     | ۵۶   |
| مجموع | ۳۶٬۸۶۷٬۴۱۷ | –         | ۶۳۱  |

سرانجام قانون جدید در فوریهٔ ۲۰۱۳ به تصویب رسید. بجز حزب چپ، چهار حزب دیگر حاضر در بوندستاگ از قانون جدید حمایت کردند.
تغییر اول انجام محاسبات اولیه برای تنظیم اندازهٔ پارلمان است تا کرسی‌های سرآویز خللی در تسهیم عادلانهٔ کرسی‌ها بر اساس رأی دوم وارد نکنند. بر خلاف انتخابات قبلی که مرحلهٔ اَبَرسهمیه‌بندی همیشه بر اساس ۵۹۸ کرسی اولیه (دو برابر ۲۹۹ حوزه) انجام می‌گرفت و بعداً ممکن بود اندازهٔ پارلمان افزایش یابد، در سال ۲۰۱۳ ابتدا اندازهٔ پارلمان برابر ۶۳۱ کرسی محاسبه شد و سپس مرحلهٔ ابرسهمیه‌بندی بر اساس این عدد انجام پذیرفت. مقسوم‌علیه ۵۸٬۴۲۰ محاسبه شد؛ بدین معنی که به ازای هر ۵۸٬۴۲۰ رأی یک کرسی اختصاص می‌یابد.